# Domenicane del Santo Rosario delle Filippine
Le Domenicane del Santo Rosario delle Filippine (in inglese Dominican Sisters of the Most Holy Rosary of the Philippines; sigla O.P.) sono un istituto religioso femminile di diritto pontificio.

## Storia
La congregazione sorse grazie ai coniugi Ignacio e Maria Arroyo, che misero a disposizione i loro beni per l'erezione di un convento destinato alle ragazze desiderose di abbracciare la vita religiosa ma impossibilitate a farlo perché prive di dote.
Chiesero a James Paul McCloskey, vescovo di Jaro, che la loro figlia, suor Maria Rosario della Visitazione, professa nel monastero di Santa Caterina di Manila, insieme a due consorelle, si dedicasse alla fondazione: il 24 luglio 1925 il vescovo ottenne l'approvazione della Santa Sede e il 18 febbraio 1927 le prime tre religiose si stabilirono nel nuovo monastero di Molo, presso Iloilo. Le costituzioni della comunità furono approvate nel 1929.
Nel 1941 i giapponesi che avevano occupato le Filippine fecero del loro monastero il loro quartier generale: l'edificio fu bombardato e distrutto dagli statunitensi nel 1945 ma nel 1947 le suore ricostruirono il convento e ripresero il loro lavoro.

## Attività e diffusione
Le suore si dedicano all'istruzione e all'educazione cristiana della gioventù, alla cura di orfani, malati e anziani, all'organizzazione di ritiri, al servizio in seminari e collegi religiosi.
Oltre che nelle Filippine, sono presenti in Italia, Kenya e Stati Uniti d'America; la sede generalizia è a Molo, presso Iloilo City.
Alla fine del 2015 l'istituto contava 262 religiose in 41 case.